# 鳥取藩主池田家墓所

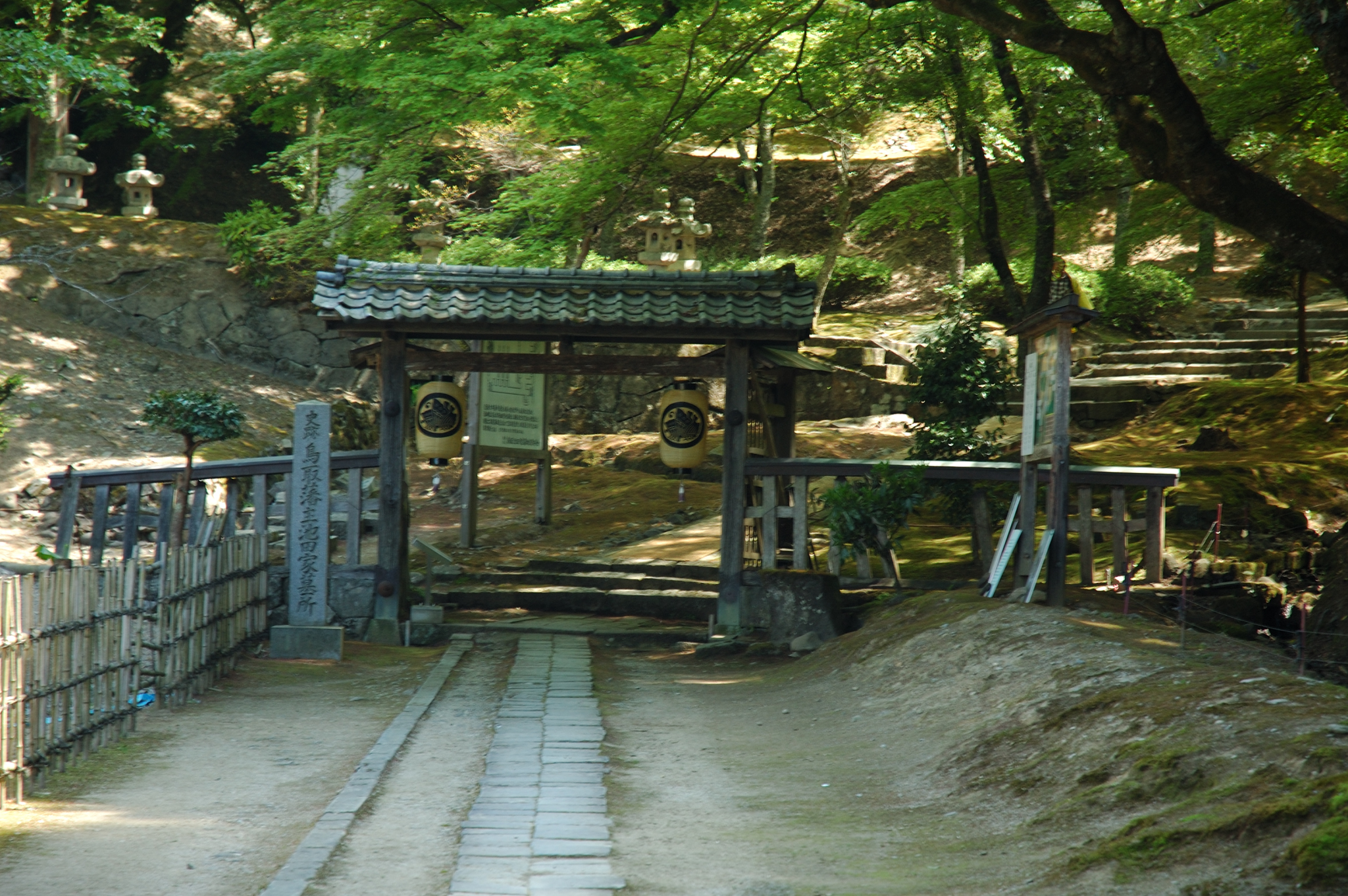
入口

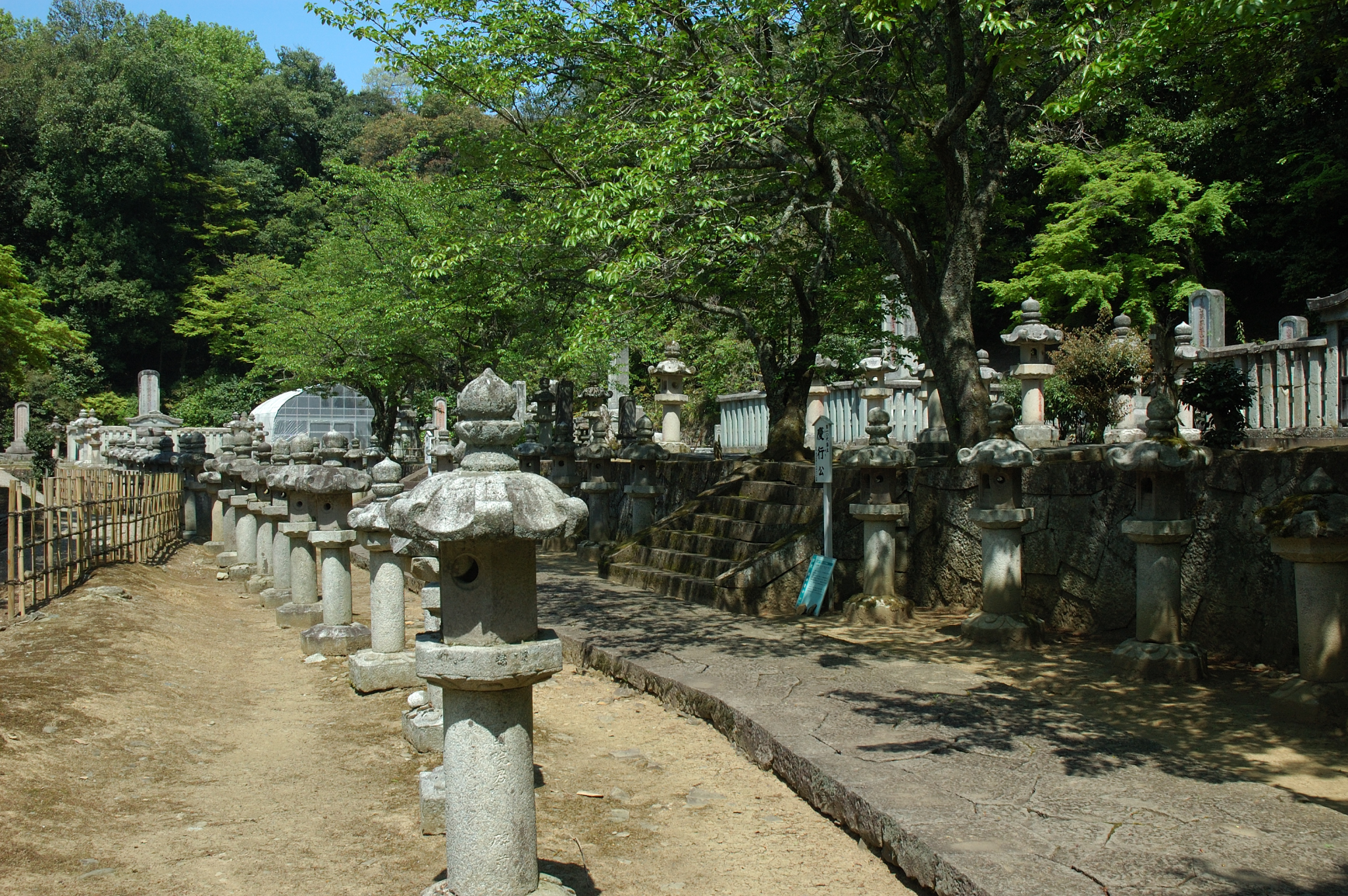
墓所（左奥が光仲墓）

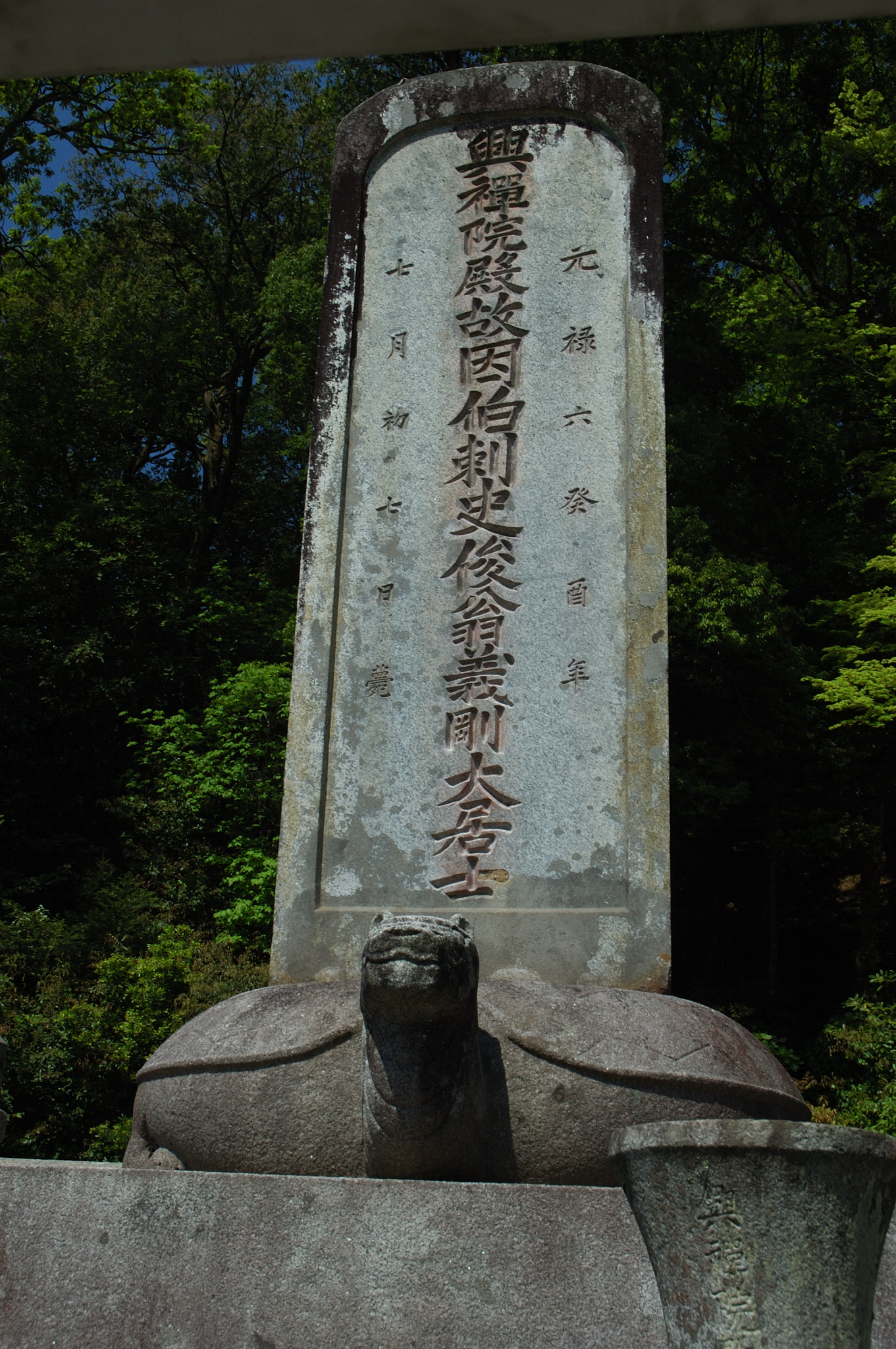
光仲墓碑

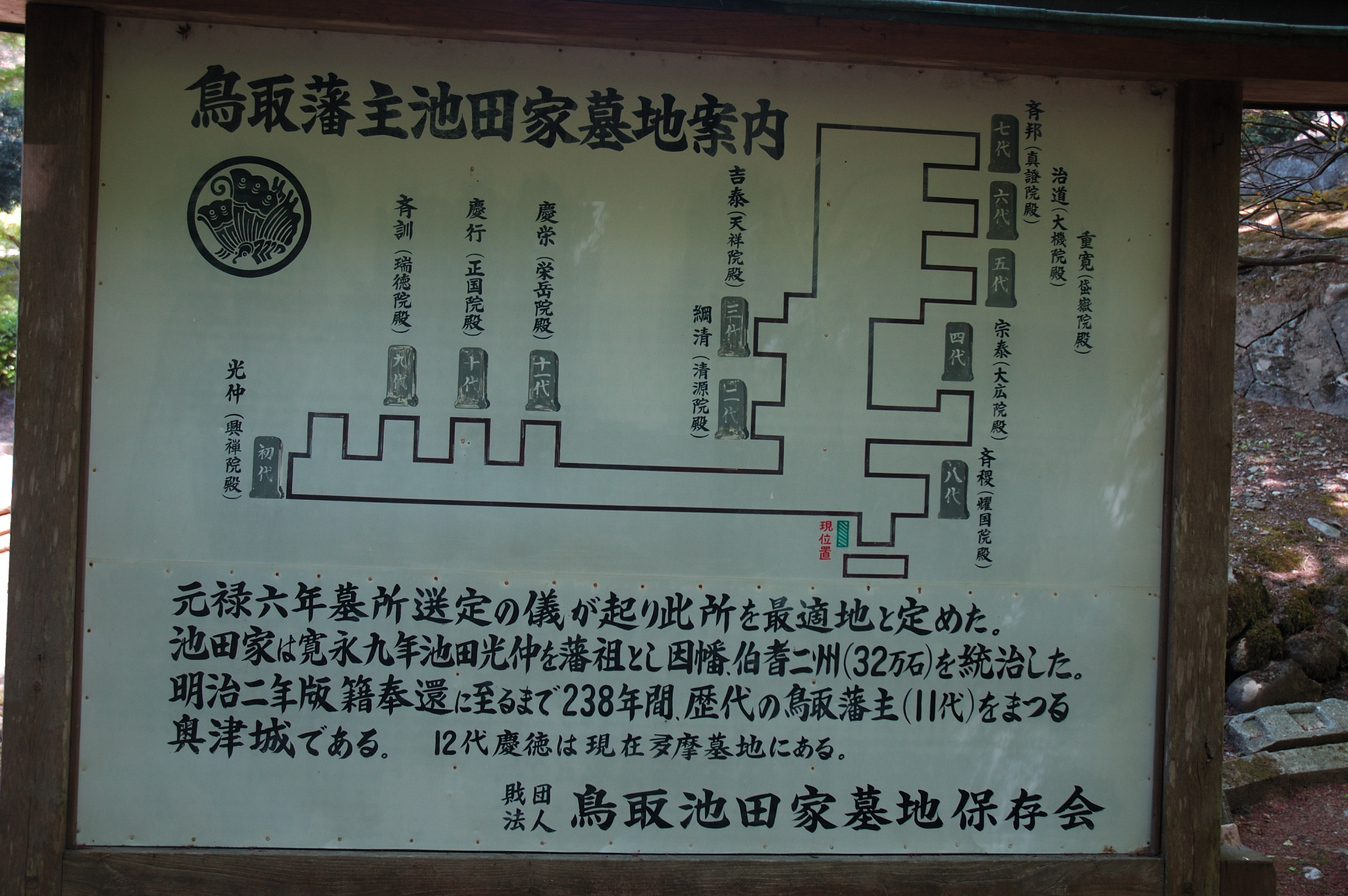
案内板

鳥取藩主池田家墓所（とっとりはんしゅいけだけぼしょ）は、鳥取県鳥取市国府町奥谷にある鳥取藩主池田家一族の墓所。国の史跡に指定されている。

## 概要
元禄6年（1693年）に初代藩主池田光仲が没し、因幡国法美郡奥谷村、因幡国一宮宇倍神社の北隣に被葬されたことに始まる。光仲より11代慶栄までの墓がある。また、支藩である鹿奴藩（東館）、若桜藩（西館）藩主の墓も一部ここにある。なお、最後の藩主である12代慶徳の墓は多磨霊園にあったが、2003年に当時の池田家当主池田百合子の意向で鳥取市立川町の大雲院境内へ移された。
墓所の造営と共に管理を行う施設として千岳庵が設けられた。ここは後に清源寺と改められ、池田家菩提寺興禅寺の末寺となった。なお、清源寺の寺号は2代藩主綱清の法号でもある。明治初期に廃寺となり、現在は芝生広場となっている。
藩主の墓は亀趺円頭墓碑と呼ばれる。高さは各々約4.6メートルである。亀趺（きふ）とは亀の形をした「趺」すなわち台座のことで、中国では貴族以上の身分に許された墓碑・記念碑の台座である。この台座は諸大名の墓碑としては、ここ鳥取藩主池田家のものが唯一である。ただし、2代藩主綱清の墓碑のみ、時の将軍であった徳川綱吉の「生類憐れみの令」に配慮し、亀趺が無い。また、5代重寛の世嗣で夭折した治恕と、11代将軍家斉の十二男で8代斉稷の養嗣子となっていたが夭折した斉衆の墓碑も、同様に亀趺円頭墓碑となっている。光仲の墓碑裏側には漢文で功績が刻まれている。以後の藩主は銅板に功績が刻まれ、墓碑の下に埋められている。
光仲が没した際の記録に、衣冠束帯の正装で木製座棺に収められ、さらに石棺に収められ、木棺と石棺の間に石灰と木炭を詰め込み防腐処理を施して埋葬された、とある。以後の藩主も同様に埋葬されたと考えられている。
各藩主の墓前には廟門・霊廟・回廊が築かれていたが、明治以降に老朽化のために撤去され、現在はない。
8代斉稷は当初江戸の弘福寺に被葬され、遺髪のみが現在地に埋葬されていたが、大正12年（1923年）に起こった関東大震災を機に、昭和5年（1930年）に現在地へ改葬された。この時、正室・側室・子など藩主一族の墓も改葬された。現在は藩主墓も含め78基の墓碑がある。鳥取池田家の特徴として、正室の墓碑には実家の定紋が刻印されている。また、8代斉稷の養嗣子で夭折した斉衆の墓碑には、将軍家の定紋（三葉葵）が刻印されている。
江戸時代の大名家の墓制を知る上で貴重な資料として、昭和56年（1981年）10月13日に、国の史跡に指定された。同年に史跡指定された大名墓所としては、和歌山県海南市の長保寺和歌山藩主徳川家墓所・山口県萩市の東光寺萩藩主毛利家墓所・北海道松前町の法幢寺松前藩主松前家墓所がある。これらは大名墓所として最初の史跡指定を受けている。

## その他

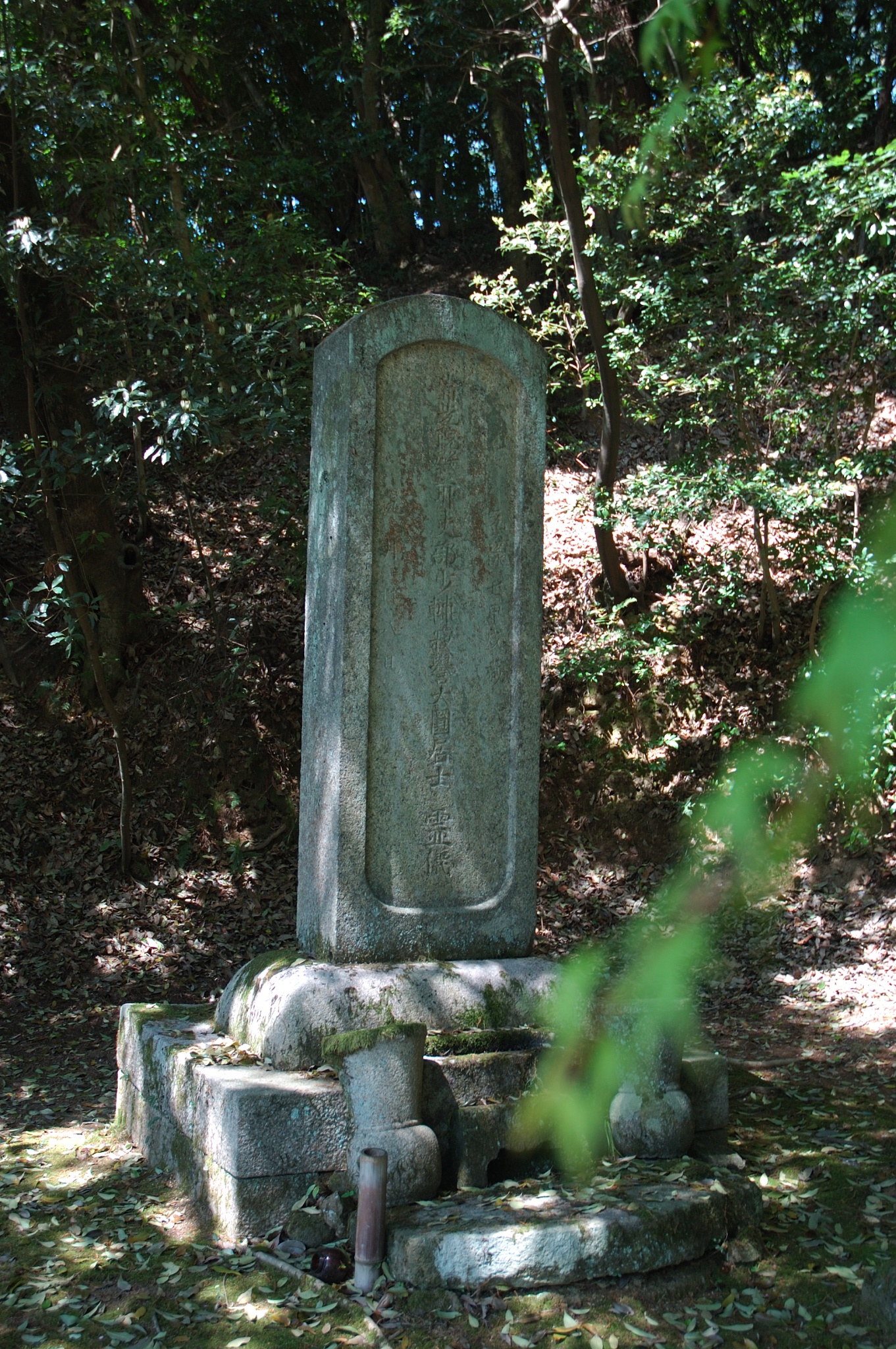
和田三信の墓

- 和田三信の墓 - 和田三信は池田光仲の家老として光仲より絶大な信頼を得ていた。このため、光仲より「死んだ後は我が墓の隣に来よ」と言われた。三信の墓は池田家墓所の敷地脇に、光仲の墓と同じ方向を向いて建っている。

## 主な埋葬者
池田家墓所内には、初代鳥取藩主池田光仲から11代藩主池田慶栄の墓までを中心にしてL字型の参道沿いに歴代藩主の墓が並び、また、各藩主の墓の周囲にはその藩主の正室たちの墓や鳥取藩の支藩である鹿奴藩（初代から8代まで）と若桜藩（初代から7代まで）の藩主の墓が並んでいる。

### 鳥取藩歴代藩主

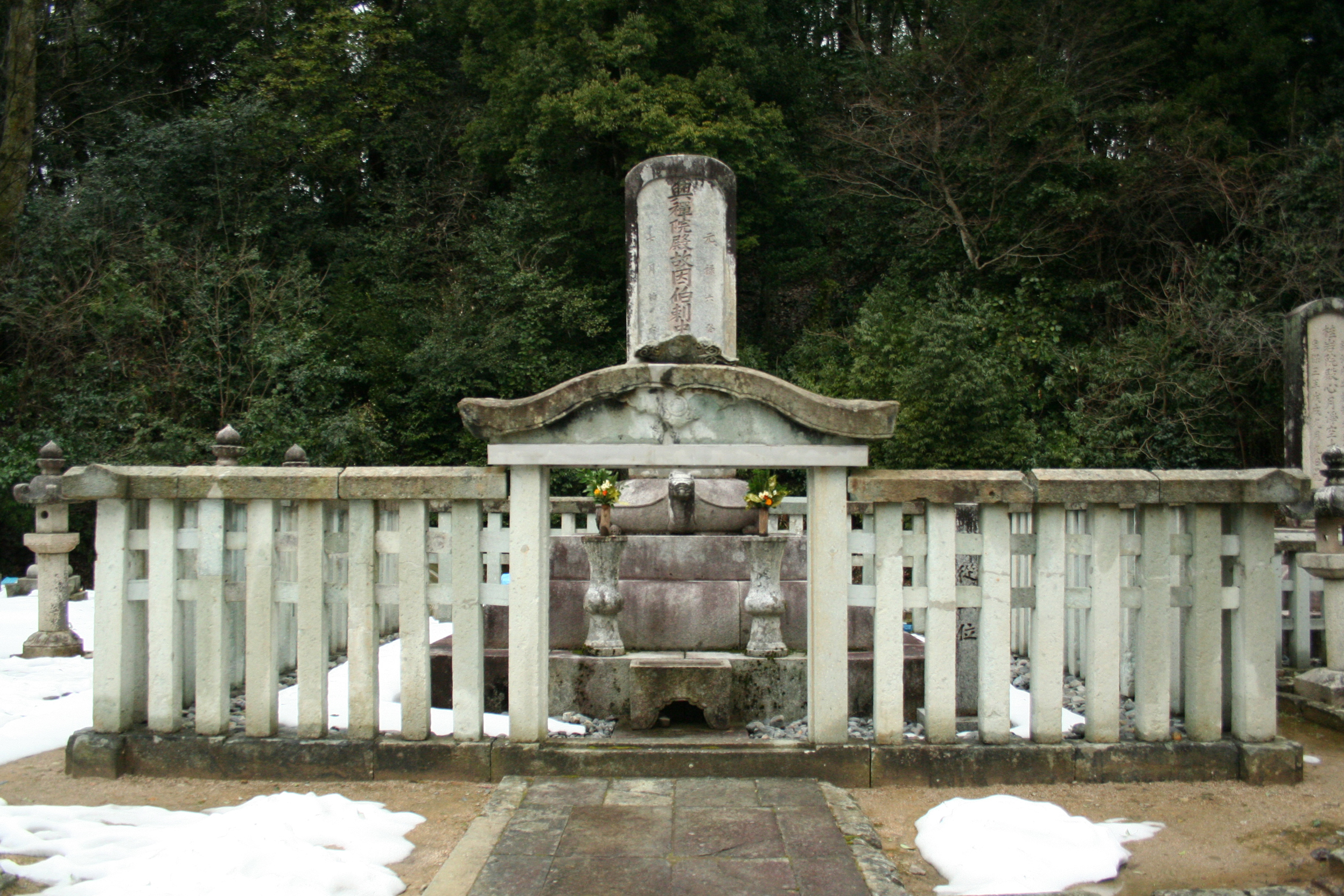
初代藩主池田光仲の墓
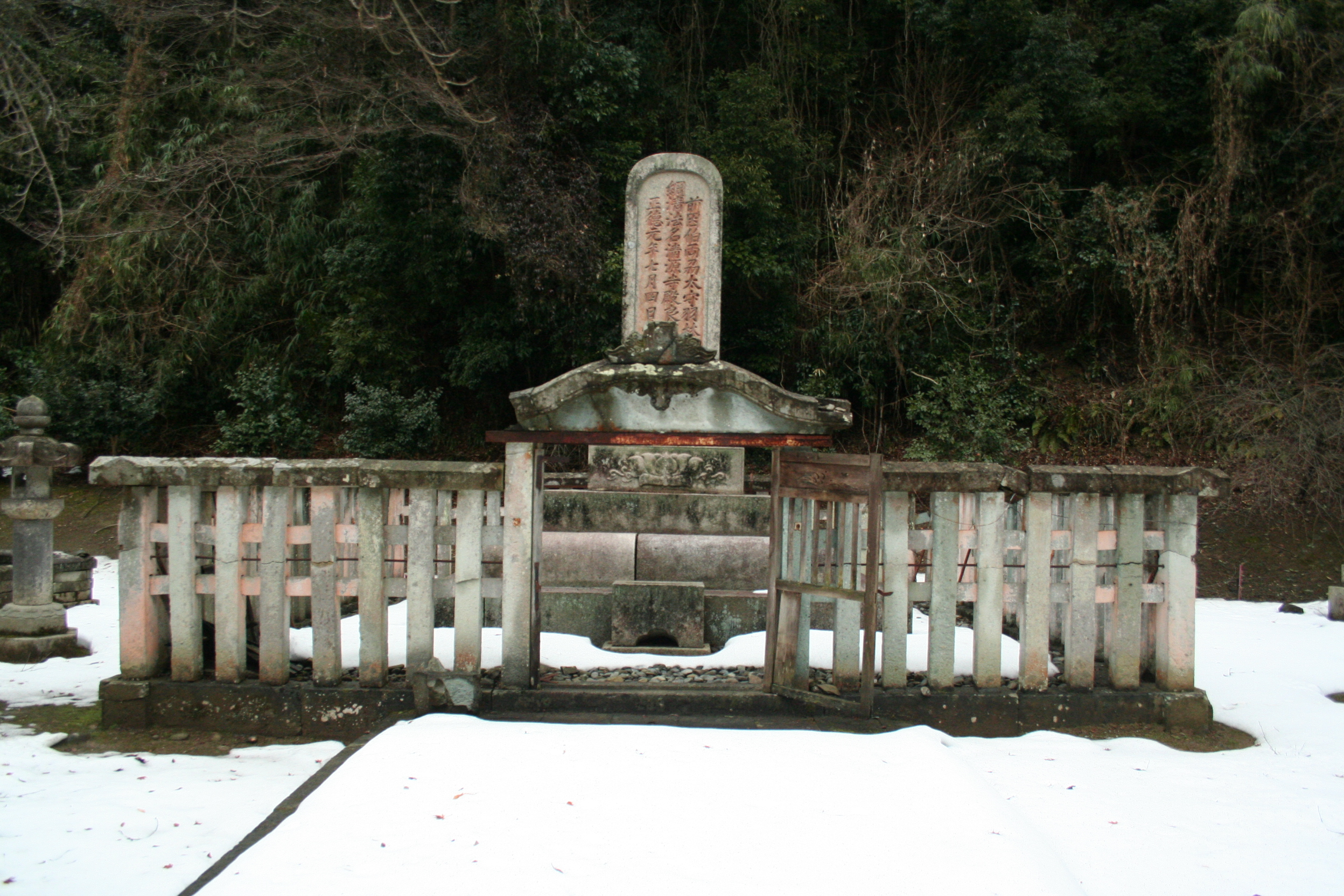
第2代藩主池田綱清の墓
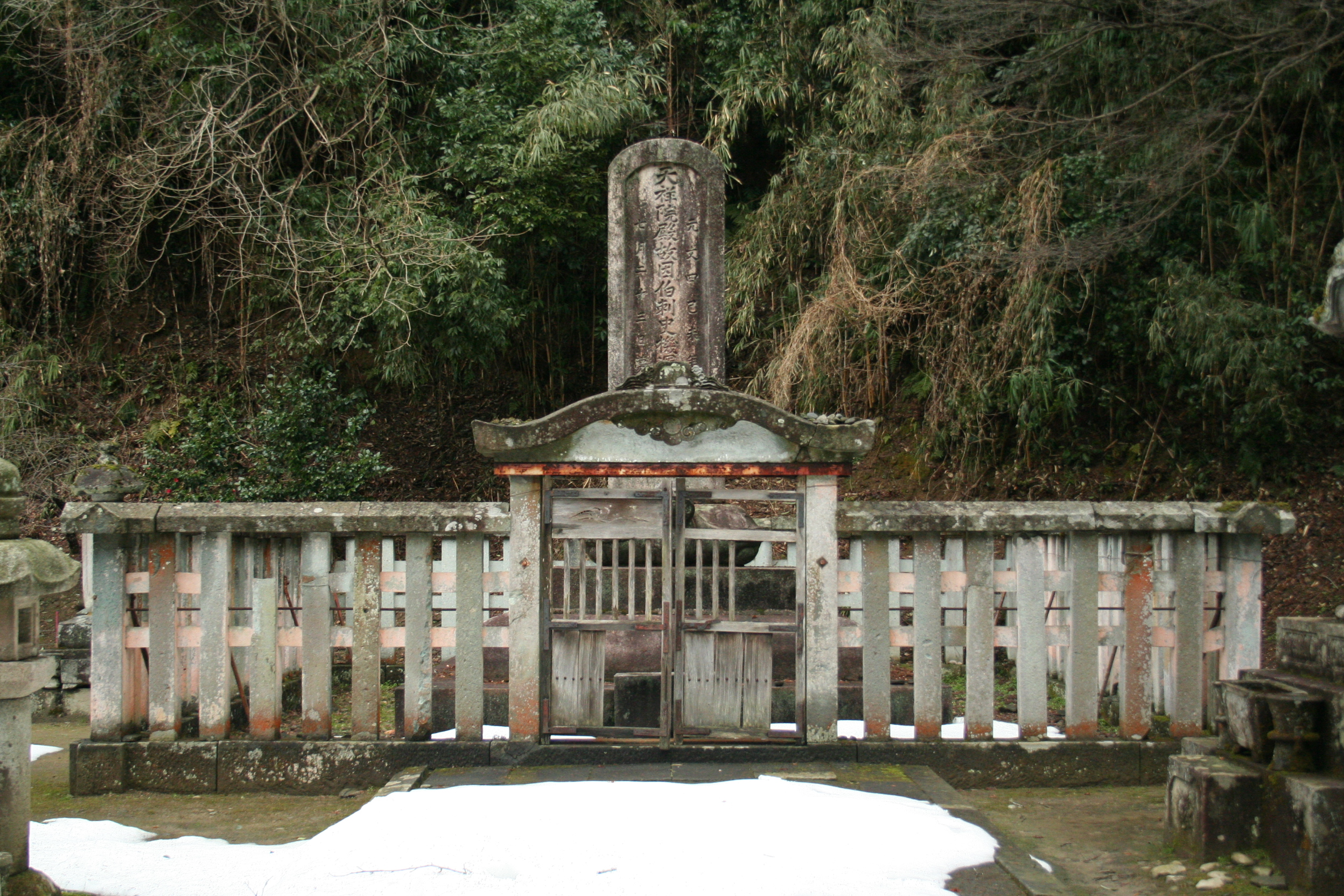
第3代藩主池田吉泰の墓
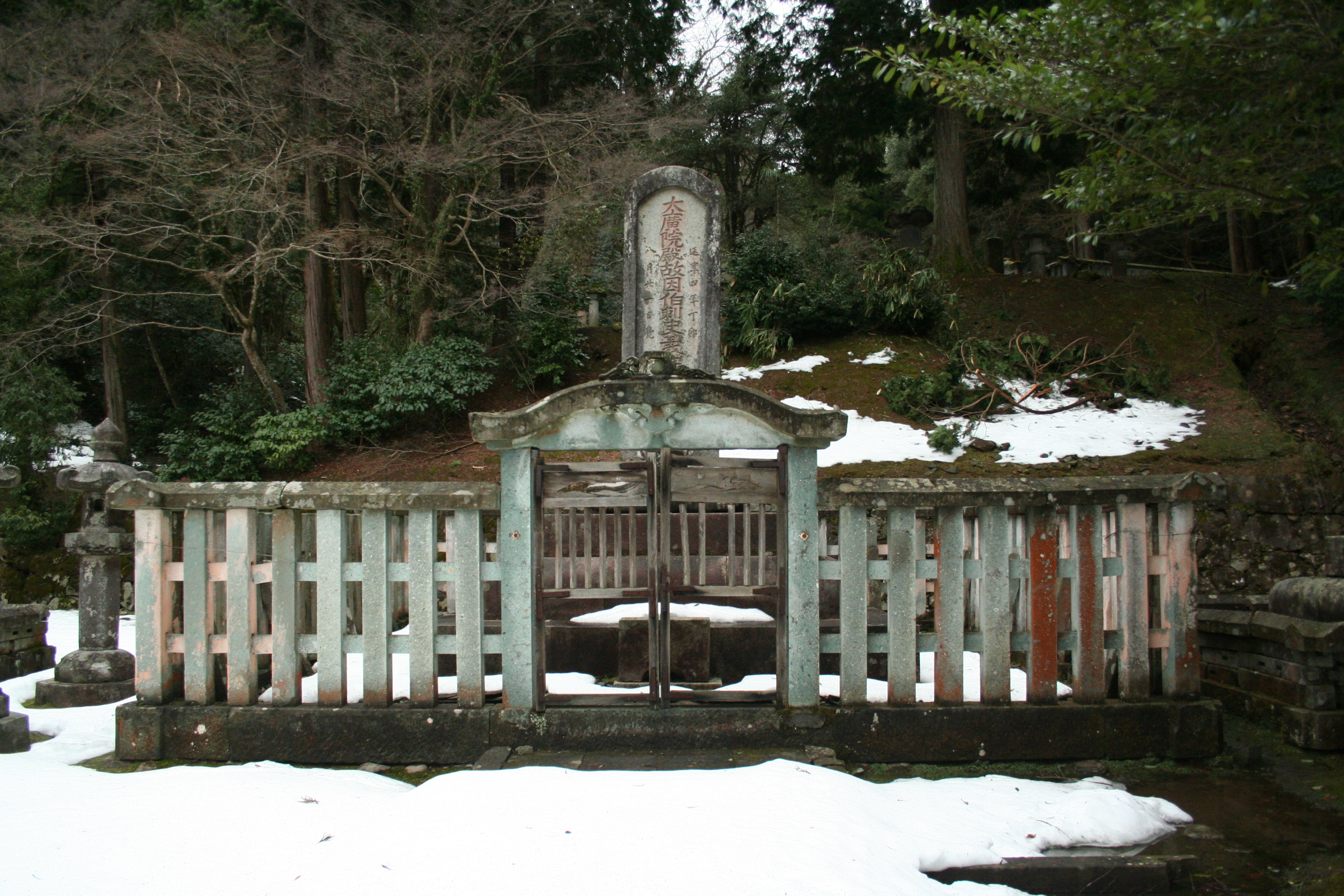
第4代藩主池田宗泰の墓
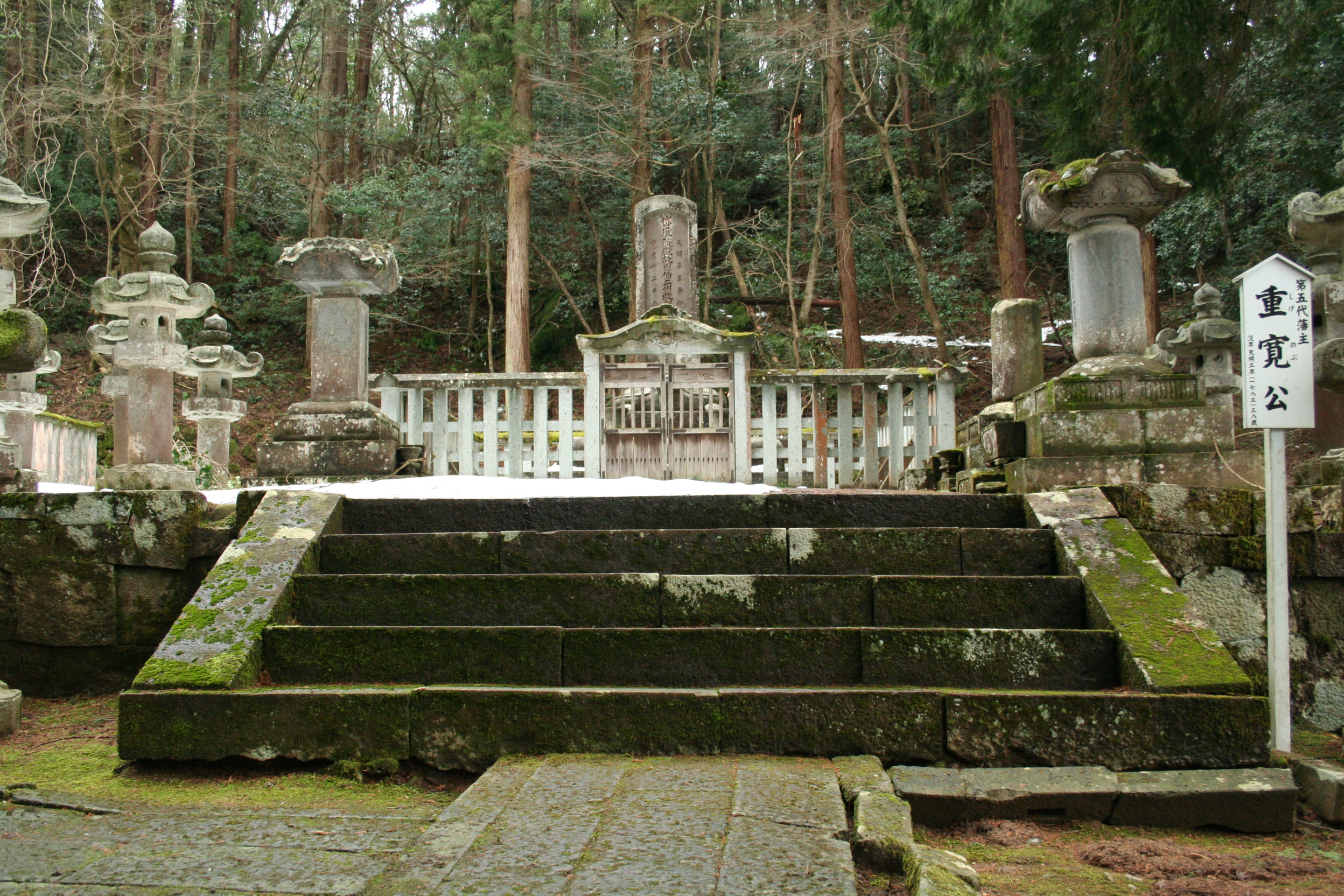
第5代藩主池田重寛の墓
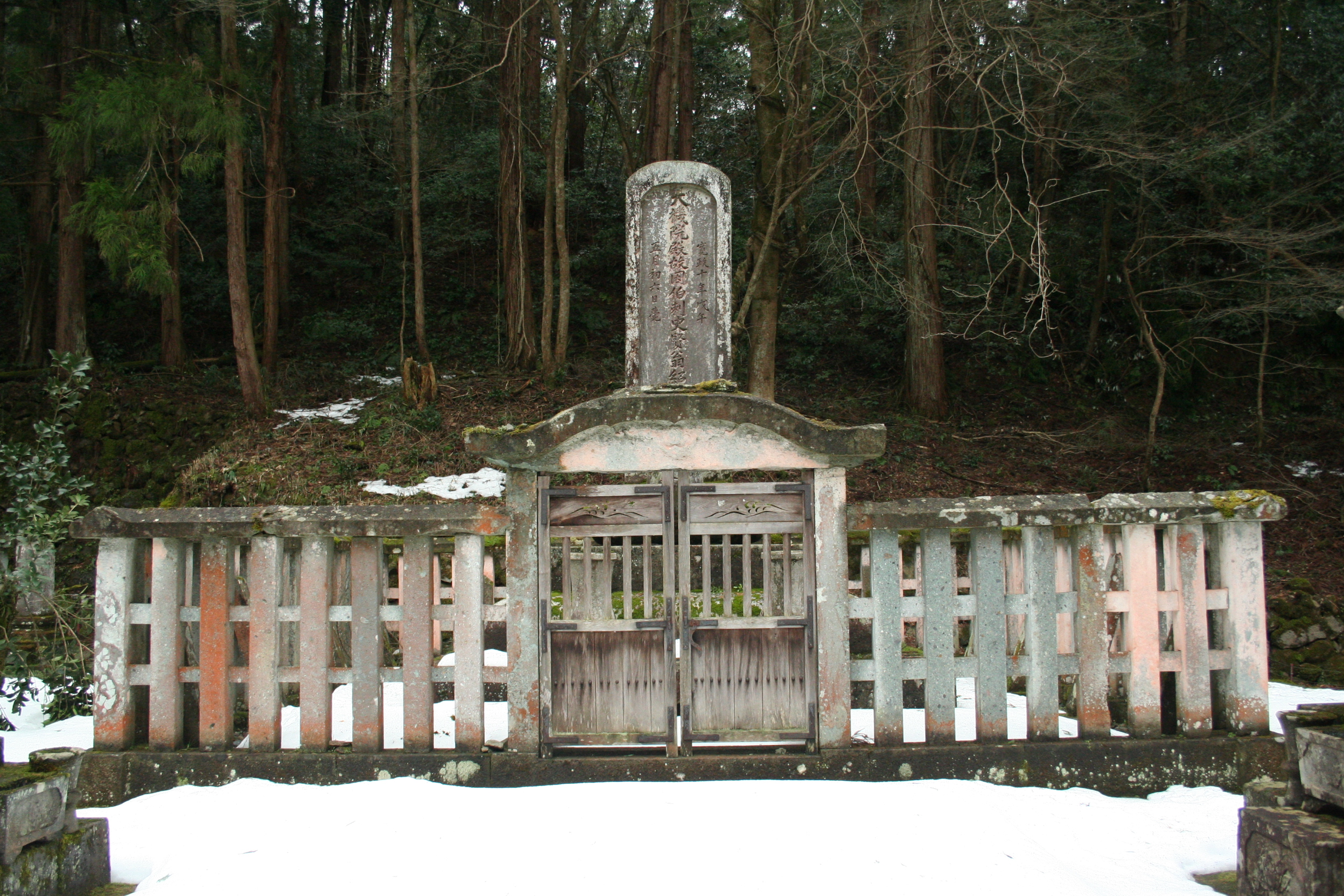
第6代藩主池田治道の墓
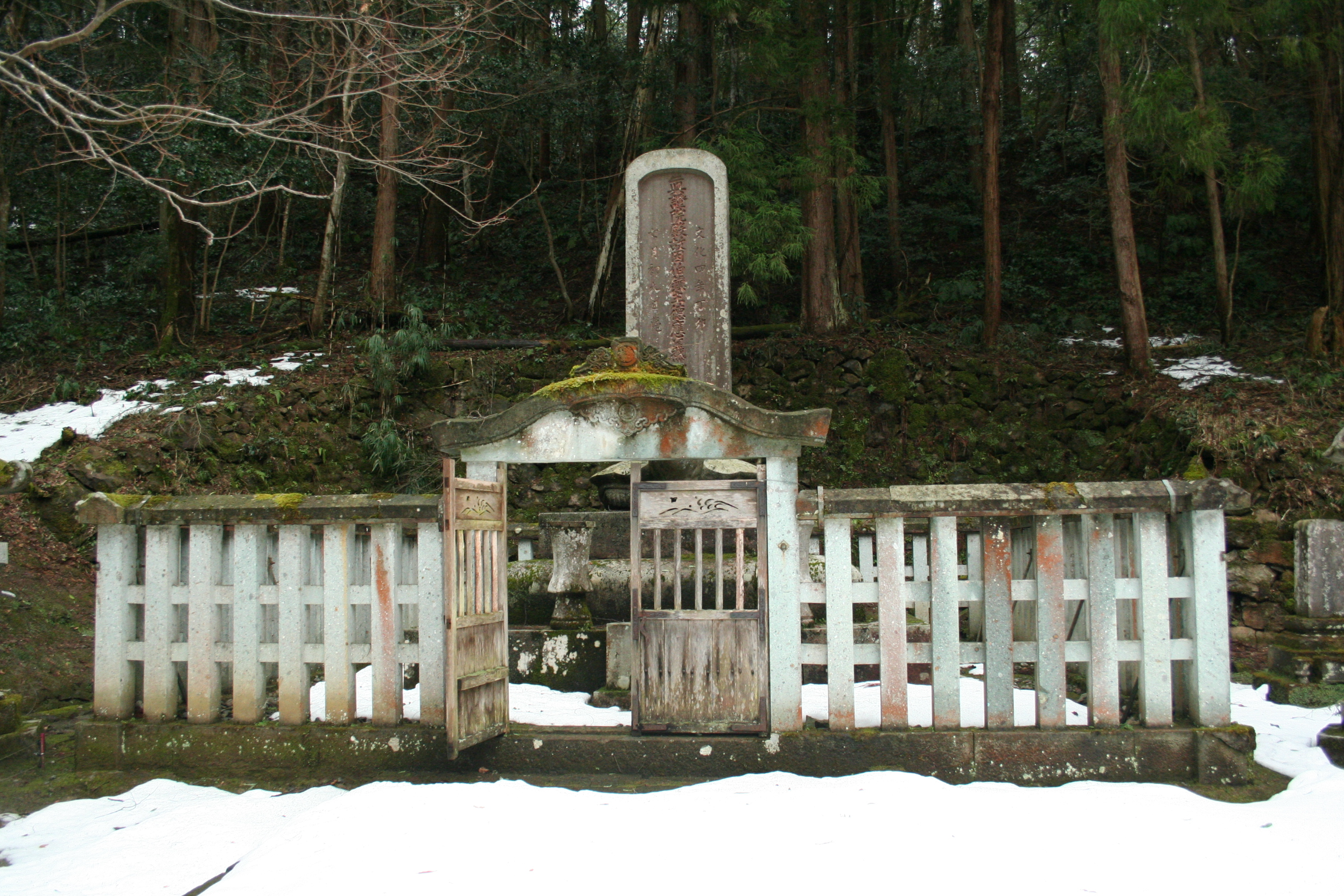
第7代藩主池田斉邦の墓
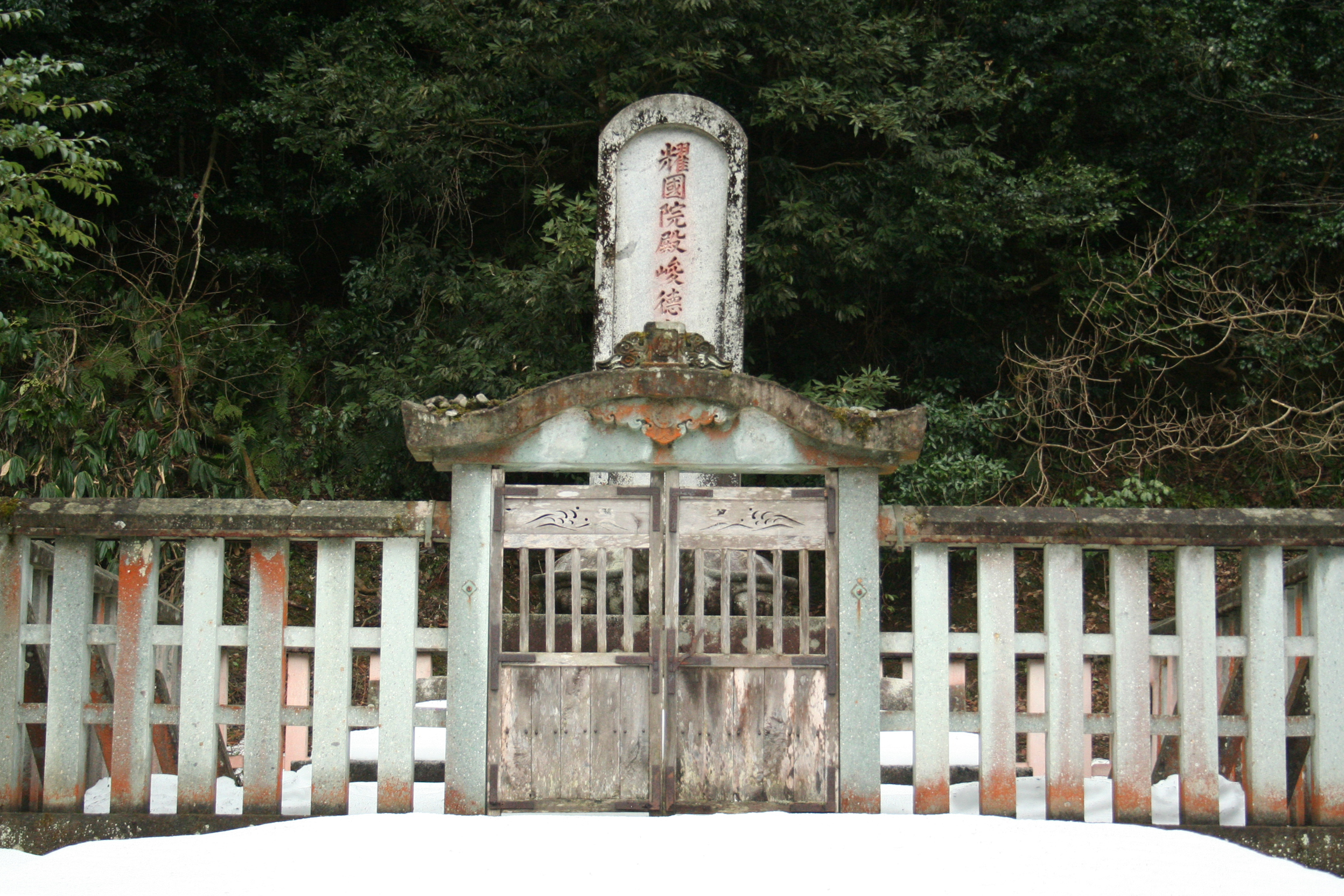
第8代藩主池田斉稷の墓
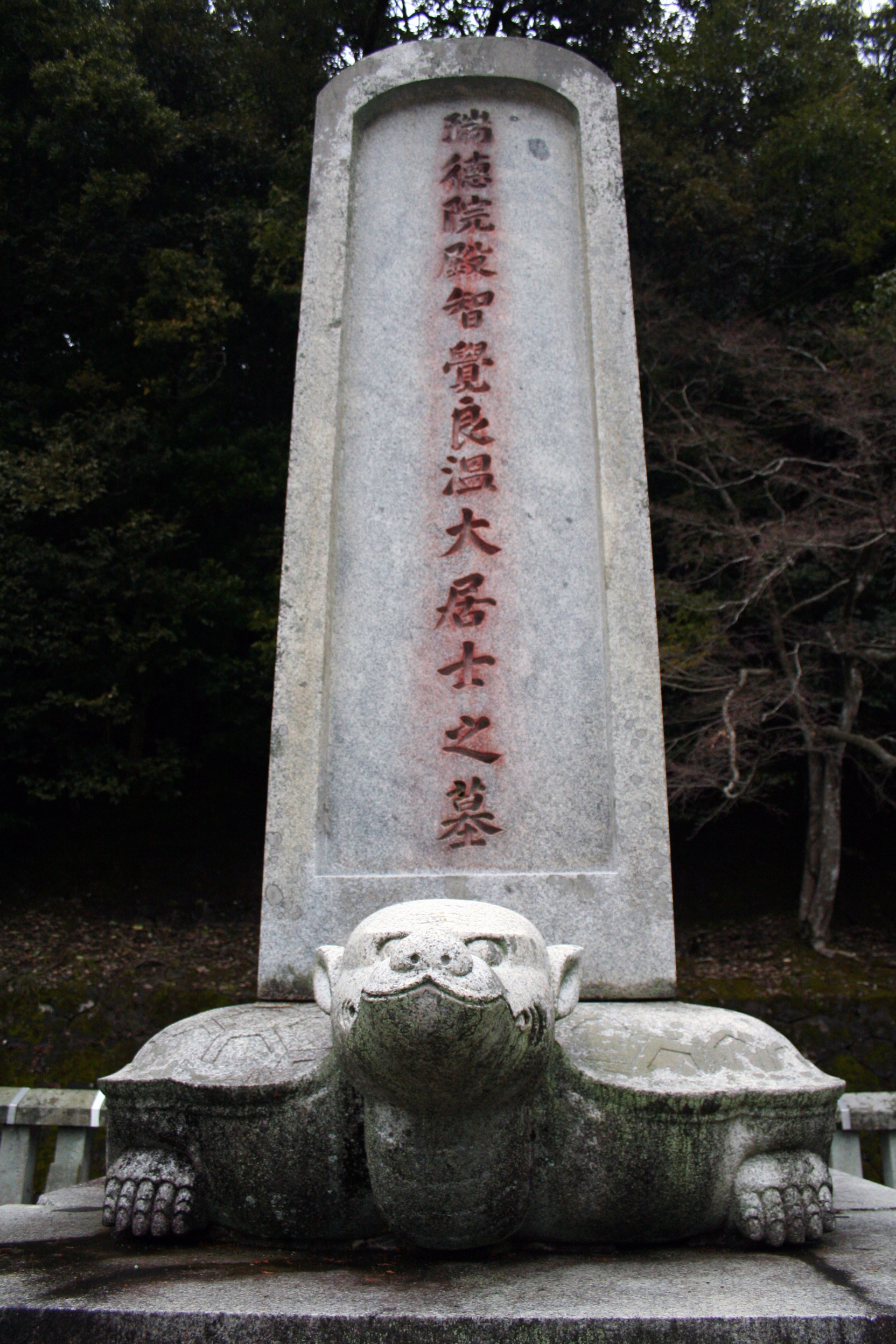
第9代藩主池田斉訓の墓
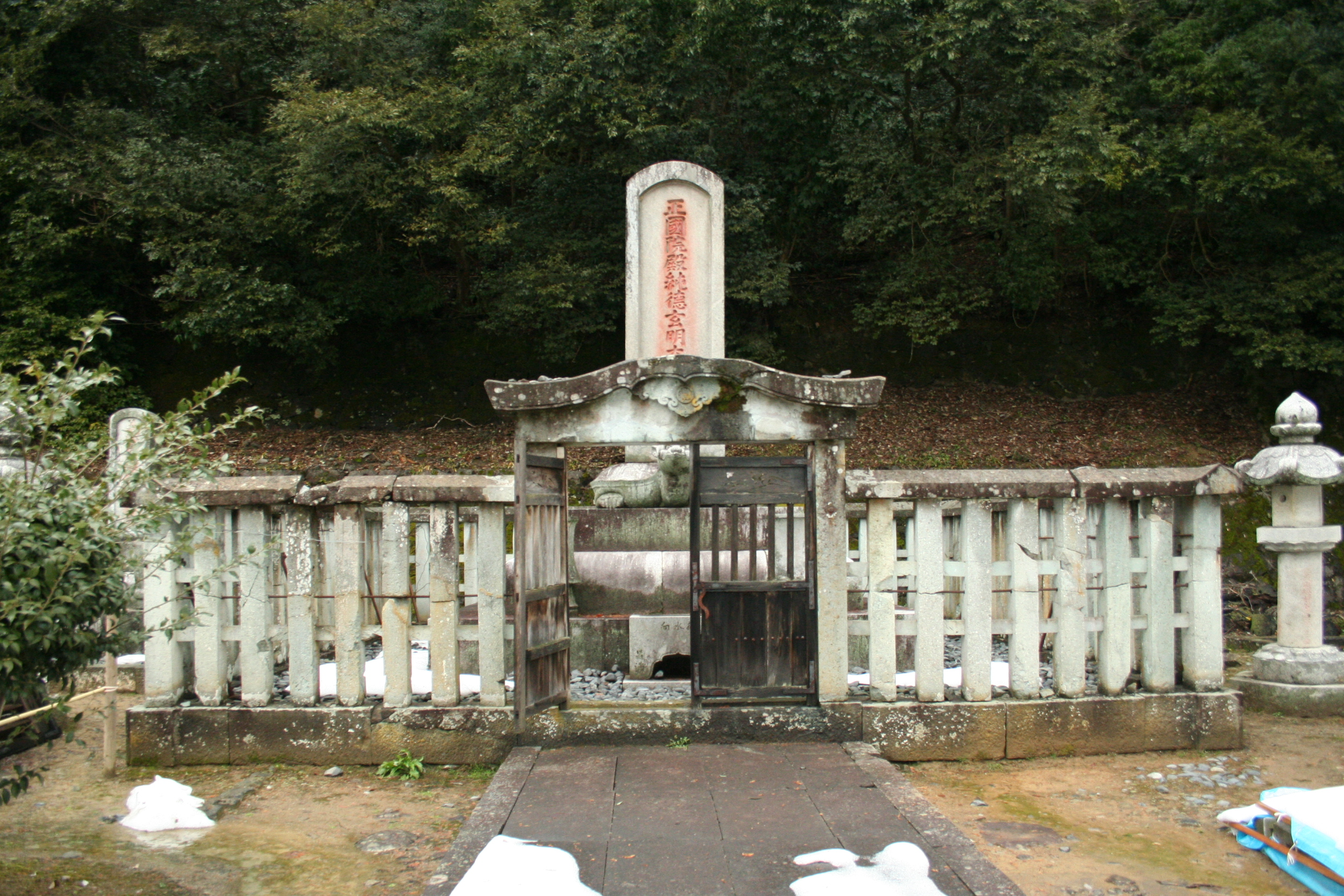
第10代藩主池田慶行の墓
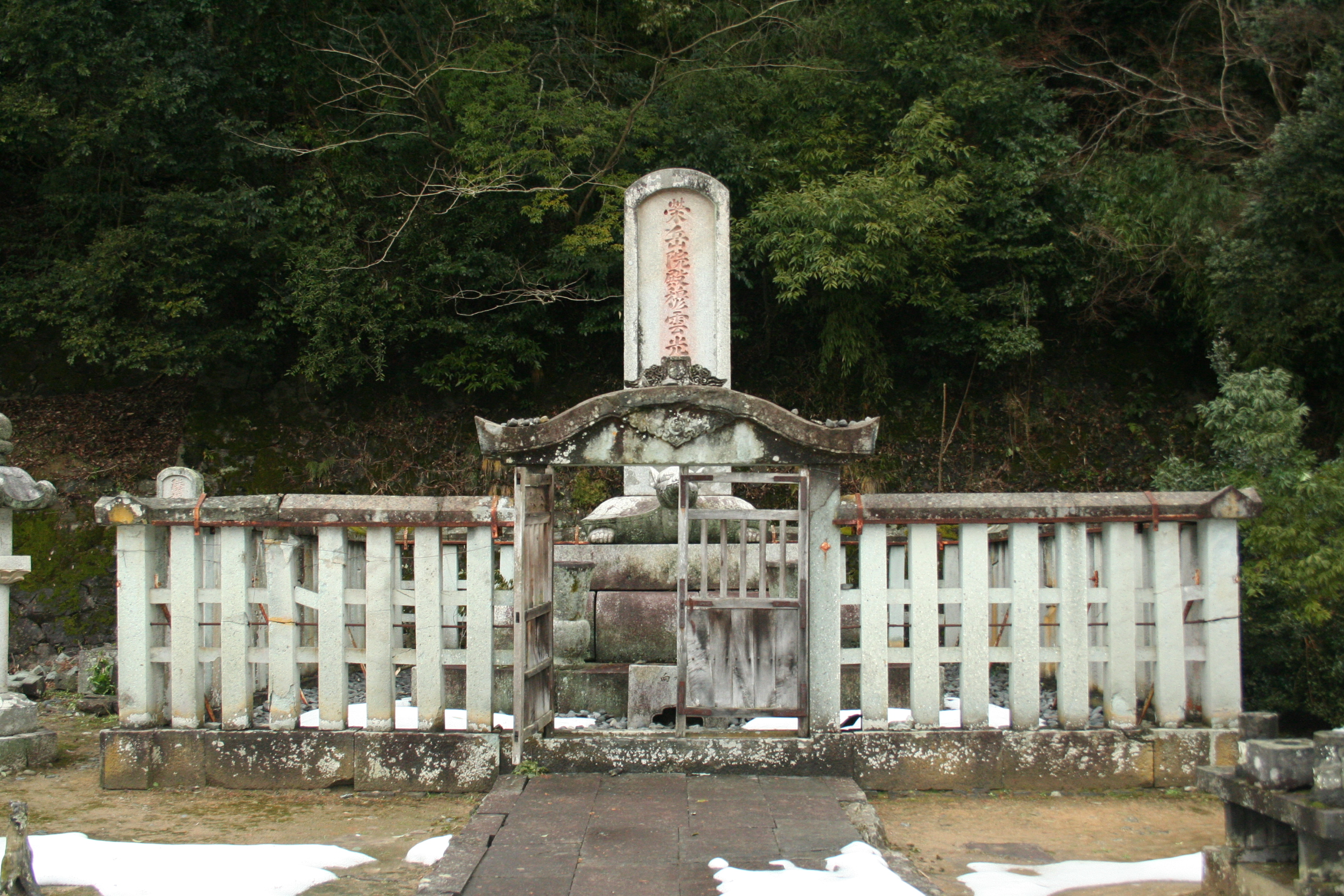
第11代藩主池田慶栄の墓

### 鹿奴・若桜藩歴代藩主の墓

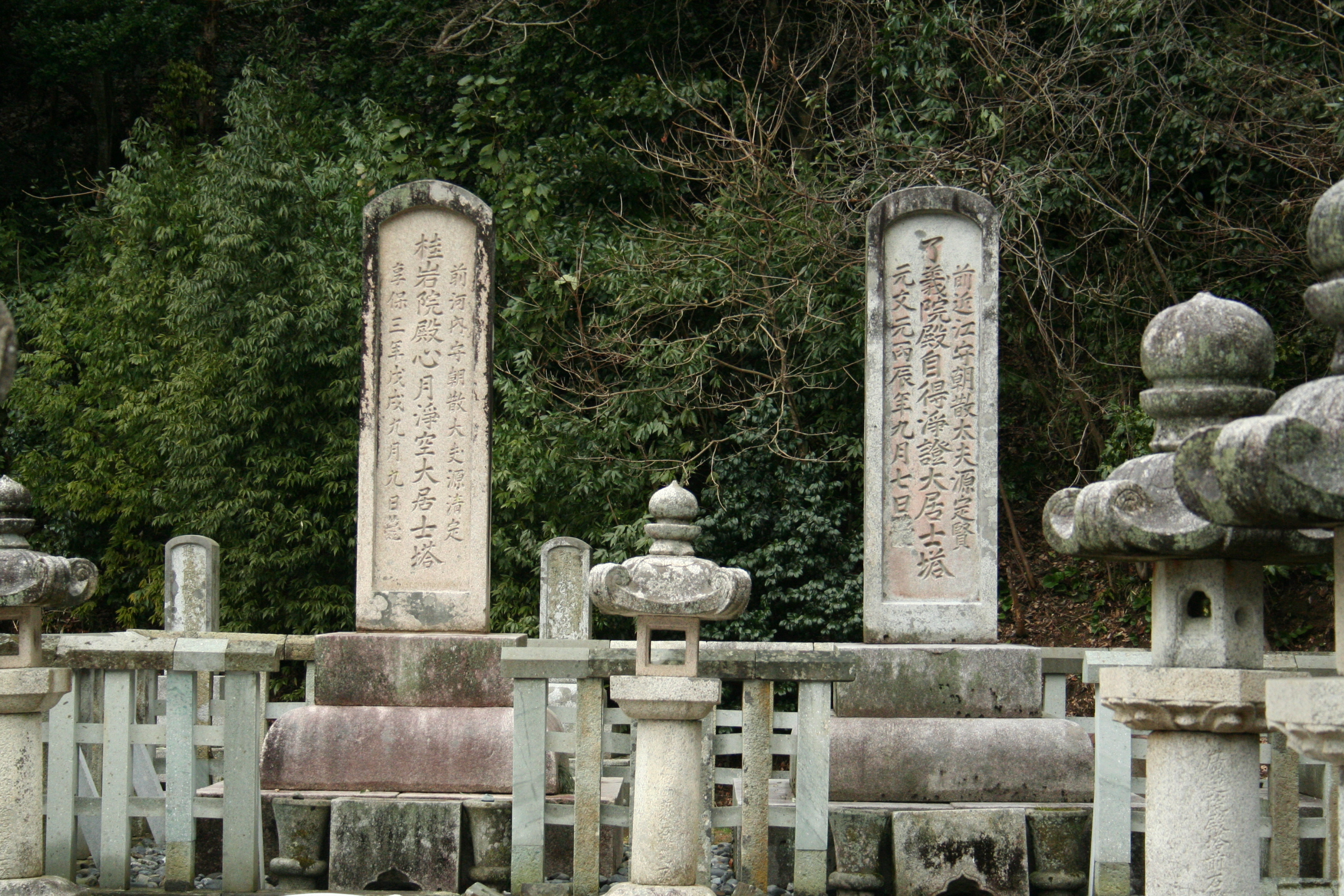
因幡若桜藩初代藩主池田清定（左側）と2代藩主池田定賢（右側）の墓
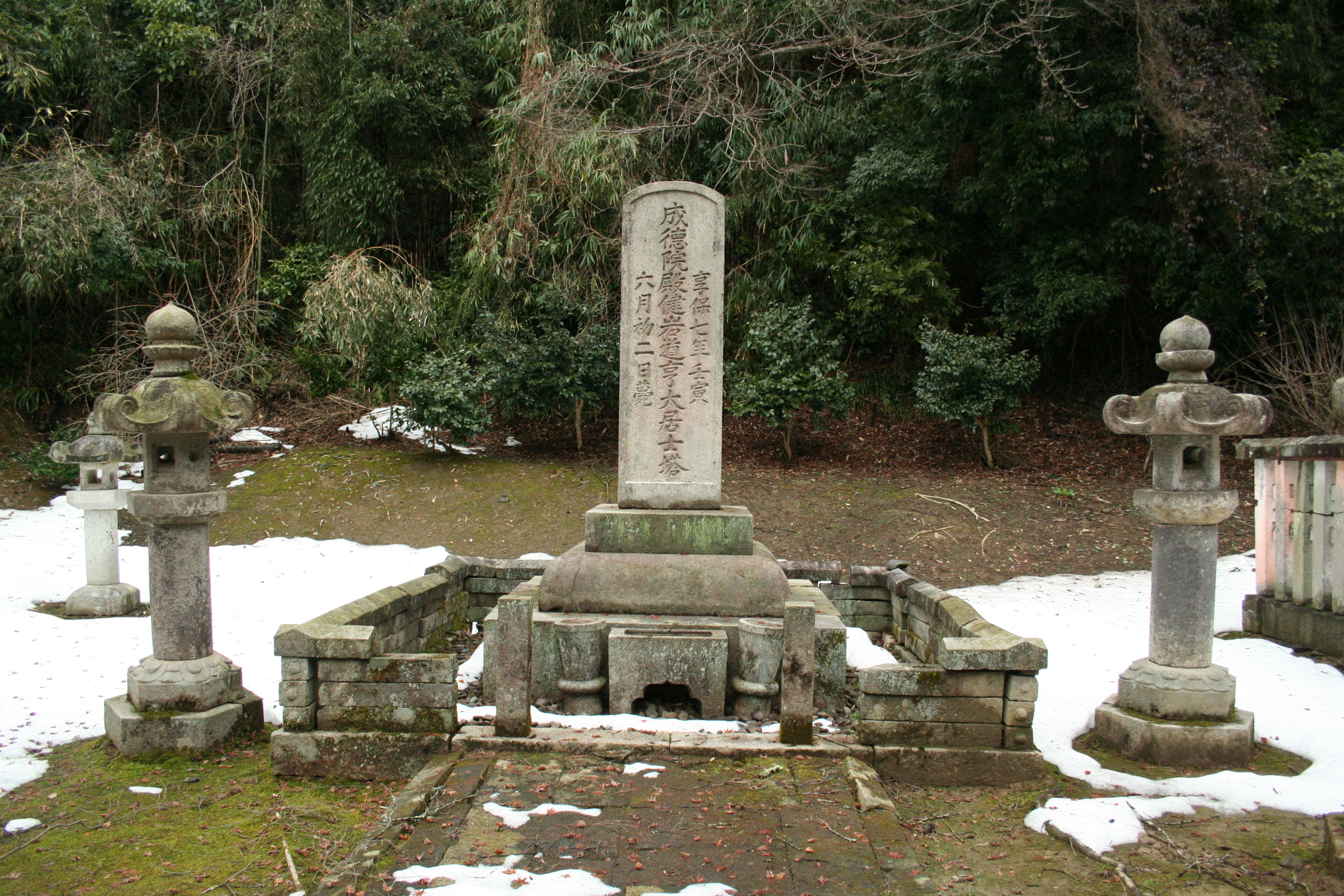
因幡鹿奴藩初代藩主池田仲澄の墓

### 各藩主の正室らの墓

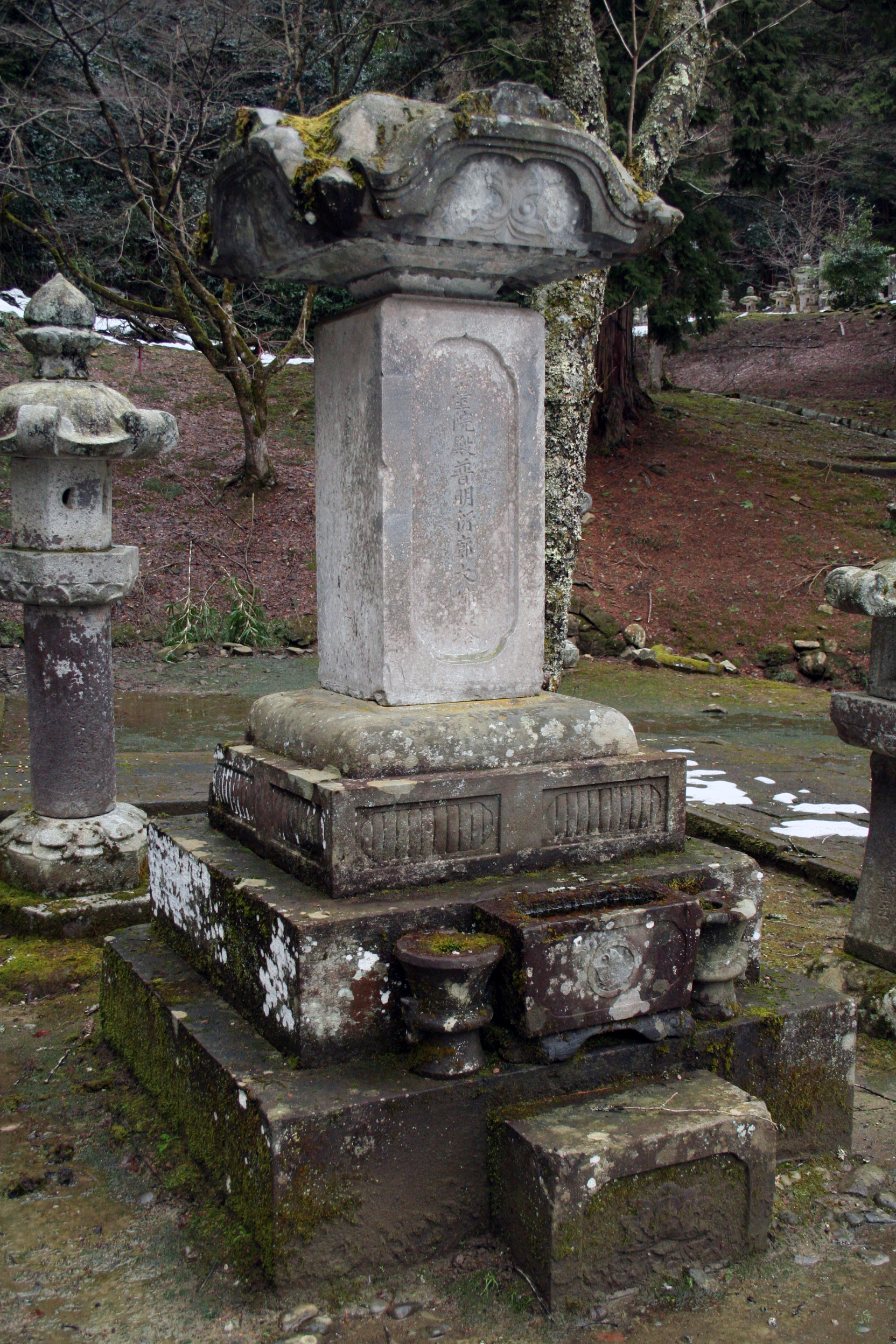
第3代藩主池田吉泰の正室敬姫の墓
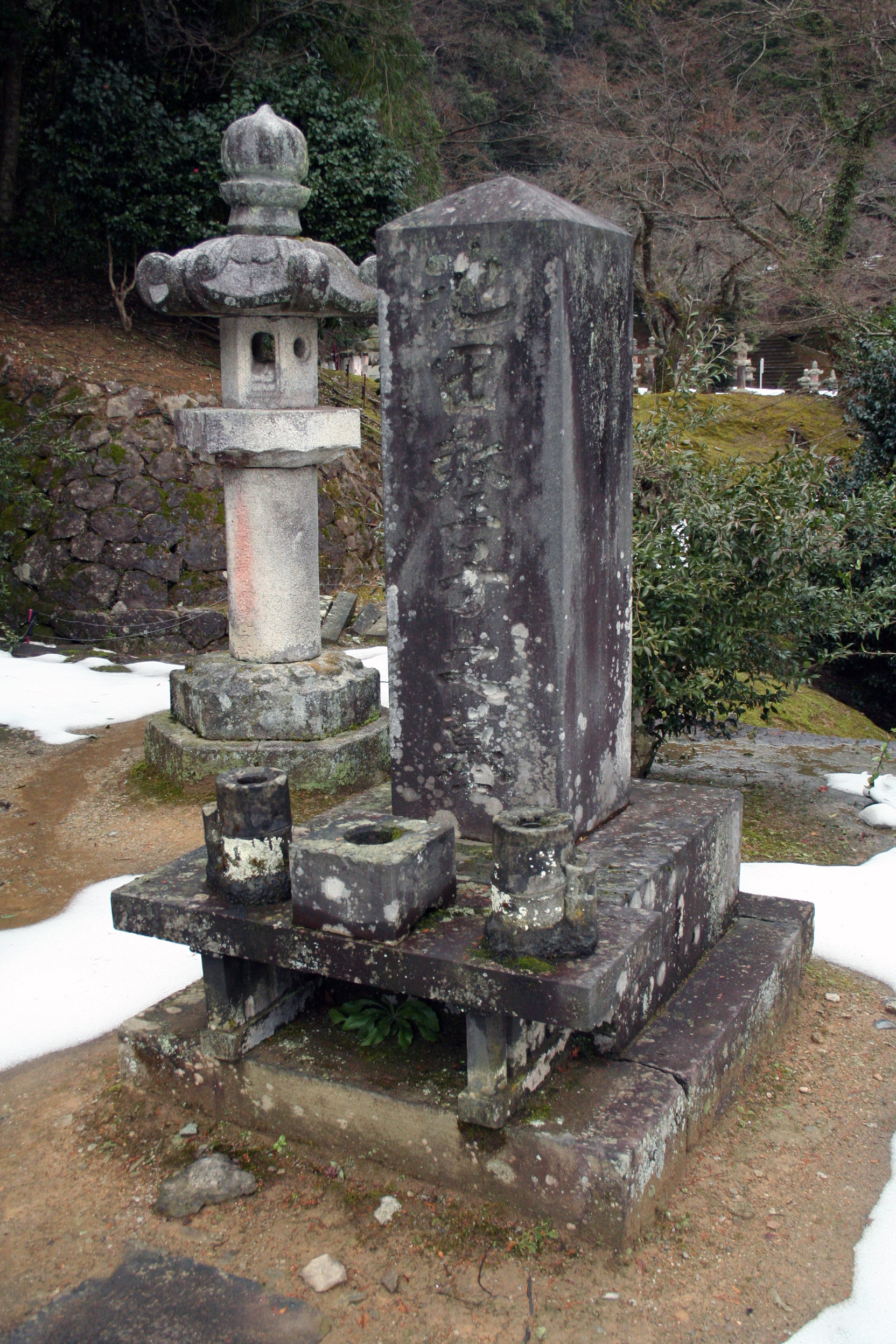
第11代藩主池田慶栄の正室聡姫の墓

## アクセス・ガイド
- JR鳥取駅より日ノ丸バス中河原行き（路線番号：80・81・82・83・84）にて約20分・宮ノ下口バス停下車、徒歩10分。
- ボランティアガイド：墓所にはボランティアガイドがおり、依頼すれば無料で案内を行ってくれる。所要時間は約1時間。

## 周辺
- 因幡万葉歴史館
- 因幡国庁跡
- 万葉の館
- 雨滝 - 日本の滝百選
- 宇倍神社
- 伊福吉部徳足比売の墓跡
- 岡益の石堂
- 梶山古墳
- 因幡三山